# シウダダノス
シウダダノス（スペイン語: Ciudadanos - Partido de la Ciudadanía, シウダダーノス - パルティード・デ・ラ・シウダダニーア, カタルーニャ語: Ciutadans - Partit de la Ciutadania, シウタダンス - パルティット・ダ・ラ・シウタダニーア, 「市民たち – 市民党」）は、スペイン・カタルーニャ州に拠点を置く政党。略称はC's。日本語では市民党などとも呼ばれる。カタルーニャ州発祥であるが、カタルーニャ民族主義、カタルーニャの独立や自治権拡大には強硬に反対し、その姿勢は国民党よりも強い態度を取っている。
2014年までは主にカタルーニャ州で活動しており、2012年のカタルーニャ州議会選挙では9議席を得た。2015年前半にはポデモス、スペイン社会労働党(PSOE)、国民党(PP)に次ぐスペインの第4勢力として台頭し、3月初頭にエル・パイス紙が行った世論調査では12.2%の支持率を、同時期にラジオ局のカデーナ・セールが行った世論調査では13%の支持率を得た。
政治思想は中道左派、ポスト・ナショナリズムであると自己定義しており、その綱領で自由主義と社会民主主義を融合させた政策を提示する政党であると示しているが、その思想は中道右派から来ている。
2006年の結党時から党首を務めるアルベール・リベラは、党のイデオロギーを「カタルーニャは私の故国であり、スペインは私の祖国であり、欧州連合(EU)は私たちの未来である」と表現している。国家公用語のスペイン語と地域言語のカタルーニャ語の二言語が公用語であるカタルーニャ州において、時として軽視されがちなスペイン語の使用を擁護し、カタルーニャ地方の独立を求めるカタルーニャ・ナショナリズムに反対しており、スペイン一国主義による経済発展を主張している。2011年以後にはスペインで既存政党に対する抗議運動が盛んに行われ、2014年には二大政党に反発する有権者の支持をポデモスが集めたが、シウダダノスはポデモスと比較されて「右（派）のポデモス」とも呼ばれる。シウダダノスは国民党の支持者層を奪っているとされる。
批判的な勢力からは左派を取り込んだ新自由主義政党と批判される事もある。また、親EU路線を貫き、比較的立ち位置が近いフランスの共和国前進との関係を強化している。

## 歴史

### 結党

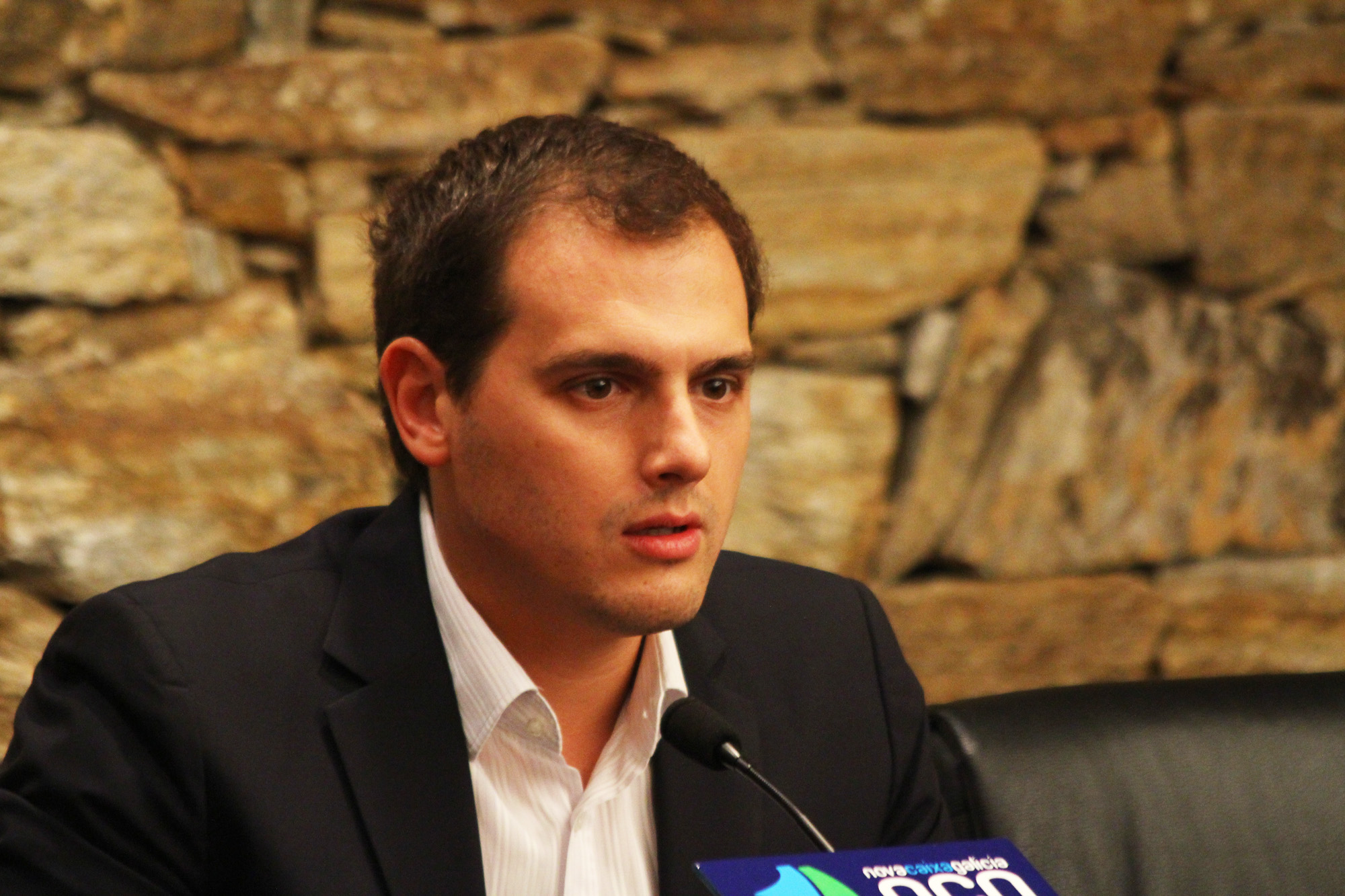
初代党首を務めたリベラ

劇作家・俳優のアルベール・ボアデーリャ、著作家のフェリクス・デ・アスーア、ジャーナリストのアルカディ・エスパーダら、ほぼ全員がバルセロナに在住するカタルーニャ人知識人のグループによって、2005年6月7日に「カタルーニャに新政党を設立するため」の声明が出され、シウタダンス・ダ・カタルーニャ（カタルーニャ市民, 略称はCC）と呼ばれる市民運動が組織された。6月21日にはバスク地方の中心都市であるビルバオ、スペインの首都であるマドリードでも同様の声明が出された。これらの声明では、「カタルーニャ州政府によって強制力を持つカタルーニャ・ナショナリズムが広められた」と述べ、カタルーニャ民族主義への反発を示した。
彼らは何度か円卓会議や検討会を行い、2006年3月4日、バルセロナのチボリ劇場で政党としてのシウダダノス(C's)が設立されたが、6月5日にはメンバーがカタルーニャ独立主義者に攻撃される事件が起こっている。7月8日・9日には初の党大会が行われ、組織構造が決定されて代表機関が選出され、若手法曹のアルベール・リベラが党首に、ジャーナリストで哲学教授でもあるアントニオ・ロブレスが事務局長に選出された。

### カタルーニャ州での活動

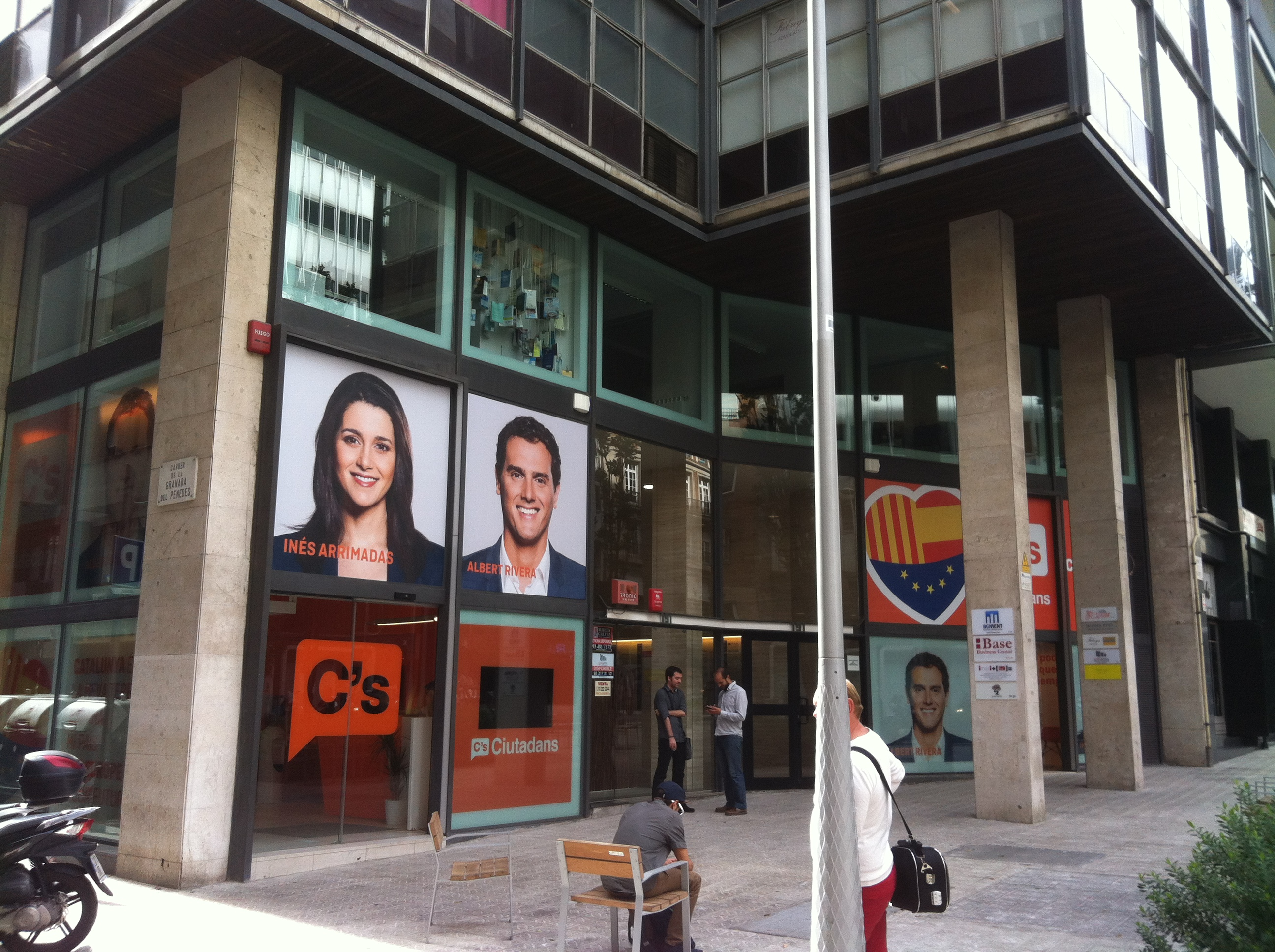
バルセロナにある党本部

結党後初の選挙は、2006年11月1日に投開票が行われた2006年カタルーニャ州議会選挙である。シウダダノスは全体得票数の約3%となる89,840票を獲得し、リベラ、法曹のホセ・ドミンゴ・ドミンゴ、ロブレスの計3人が議席を得た。選挙運動の際には公衆の目を引き付けるために、党首のリベラ（当時26歳）が股間を両手で隠した全裸の状態で選挙ポスターに登場したが、男前でセクシーな裸体の写真をばらまく宣伝手法に不快感を示す有権者もいた。
2007年5月27日の地方自治体選挙では、カタルーニャ州の4県以外にバレンシア州アリカンテ県とカスティーリャ・イ・レオン州サラマンカ県でも候補者を出した。カタルーニャ州内の自治体で獲得した議席数は予想を下回る13議席にとどまり、他州では議席を獲得できなかった。6月30日と7月1日には第2回党大会を開催した。2008年3月9日のスペイン議会総選挙では連合・進歩・民主主義(UPyD)に対して選挙協力を申し出たが、連合・進歩・民主主義はシウダダノスの申し出を拒否した。全体得票数の0.2%となる46,313票を獲得したが、スペイン国会下院で議席を確保することはできなかった。
2009年5月、シウダダノスは1か月後の欧州議会選挙でデクラン・ガンリーの政党リベルタスと選挙連合を組むことを発表した。シウダダノスのメンバーによれば、この選挙協定前の交渉はリベラ自身が直々に内密に行ったという。リベラ以外の欧州議会議員2人と党の重要な役職はリベラの指導力の及ばない位置にある。国家主義者と超国家主義者によって設立された汎ヨーロッパ的な組織との選挙協力は懸念を巻き起こした。6月7日の欧州議会議員選挙では0.1%となる22,903票を獲得したが、議席を獲得することはできなかった。
2010年11月28日のカタルーニャ州議会選挙では3.4%の得票を獲得し、前回と同じく3議席を得た。カタルーニャ独立主義者の増加の結果として、その反対者であるシウダダノスも成長を続けている。2012年11月25日のカタルーニャ州議会選挙では、得票率を2年前の2倍以上の7.6%に増やして9議席を得たが、このうち8議席はバルセロナ県選挙区で得たものだった。集中と統一(CiU)、カタルーニャ社会主義者党(PSC)、カタルーニャ共和主義左翼(ERC)、カタルーニャ国民党(PPC)、カタルーニャ緑のイニシアティヴ-カタルーニャ統一左翼・アルテルナティーバ(ICV-EUiA)に次ぐ第6党となった。

### 全国政党化

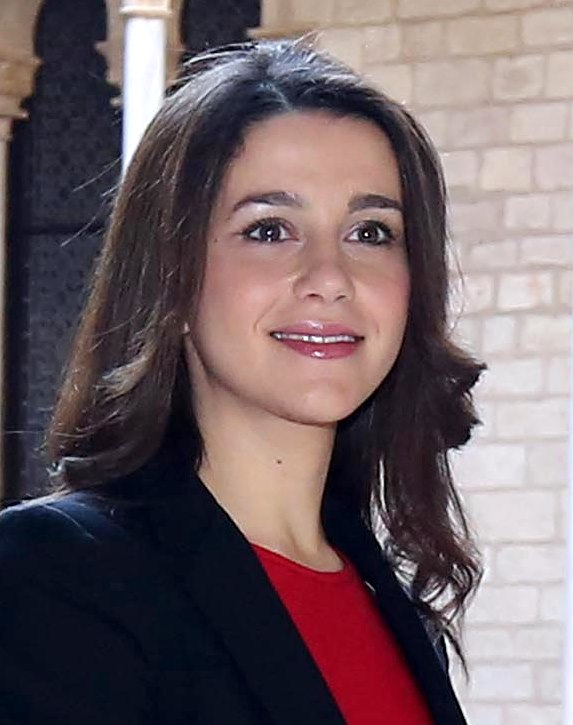
2015年カタルーニャ州議選で筆頭候補となったアリマーダス

2013年10月、シウダダノスはマドリードのゴヤ劇場で「ゴヤの誓い」と呼ばれる声明を行い、カタルーニャ州以外の地方でも活動を開始した。2014年1月、カタルーニャ最高裁判所(TSJC)は、シウダダノスのカタルーニャ州議会議員であるジョルディ・カーニャスを429,203ユーロの詐欺行為の疑いで調査した。これによってカーニャスは党のスポークスマンとしての地位を放棄し、正式に起訴された場合には州議会議員の座を辞任すると発表した。2014年5月25日の欧州議会議員選挙では3.16%となる495,114票を得て、2議席を獲得した。ハビエル・ナルトが筆頭候補者であり、シウダダノスは欧州議会で欧州自由民主同盟(ALDE)に属している。
Twitterによる政治活動力を図るウェブサイトのT-craciaによると、2014年5月からは常にポデモスがフォロワー数の増加数でトップに立っていたが、2015年2月にはシウダダノスの増加数がポデモスを上回ってトップに立った。2015年3月初頭時点で、シウダダノスはTwitterで123,000人のフォロワーを持ち、Facebookで140,000人のフォロワーを持つ。2015年3月22日には年末の総選挙の前哨戦と位置づけられたアンダルシア州議会議員選挙が行われ、9議席を獲得したシウダダノスは社会労働党などに次ぐ第4党となった。9月27日には2015年カタルーニャ自治州議会選挙が行われ、イネス・アリマーダスが筆頭候補を務めたシウダダノスは16議席増の25議席を獲得して第2党となった。
2015年12月20日の2015年スペイン議会総選挙では約350万票を得て40議席を獲得し、国民党、社会労働党、ポデモスに次ぐ第4党となった。この総選挙では過半数の議席を得た政党がおらず、リベラは国民党と社会労働党のいずれも支持しないとしたものの、首相指名選挙では棄権することも厭わない（国民党政権を積極的に賛成することはないが、棄権することで結果的に国民党の政権成立を許す）と述べた。結果的に国民党も社会労働党も期限までの組閣に失敗したため、2016年6月26日には再選挙（2016年スペイン議会総選挙）が行われ、シウダダノスは8議席減の32議席に終わった。2019年4月28日の総選挙では57議席と第3党に返り咲いたが、連立工作の不調を受けて同年11月10日に行われた再選挙では10議席と第6党に沈んだ。翌日、選挙での大敗の責任をとる形でリベラは党首を辞任し、アリマーダスが後継に選出された。
2021年3月にムルシア州で党員の造反が発生し、これによって多くの古参議員が離党するに至った。また2021年マドリード自治州議会選挙では保有していた全議席を失い、本拠といえるカタルーニャ州においても州議会選挙で36議席から6議席へ大幅な後退を示し、自治州議会の第1党から第7党へと転落した。このように地方選挙で低迷する党勢を受け、2022年6月22日にアリマーダス党首は党組織の改革を呼びかけた。その中には総会による新指導部の選出も含まれており、2023年1月11日から15日にかけて開催された総会では、アリマーダスが支援するパトリシア・ガスプとアドリアン・バスケス・ラサラのペアが党首選に勝利した。

## 政策

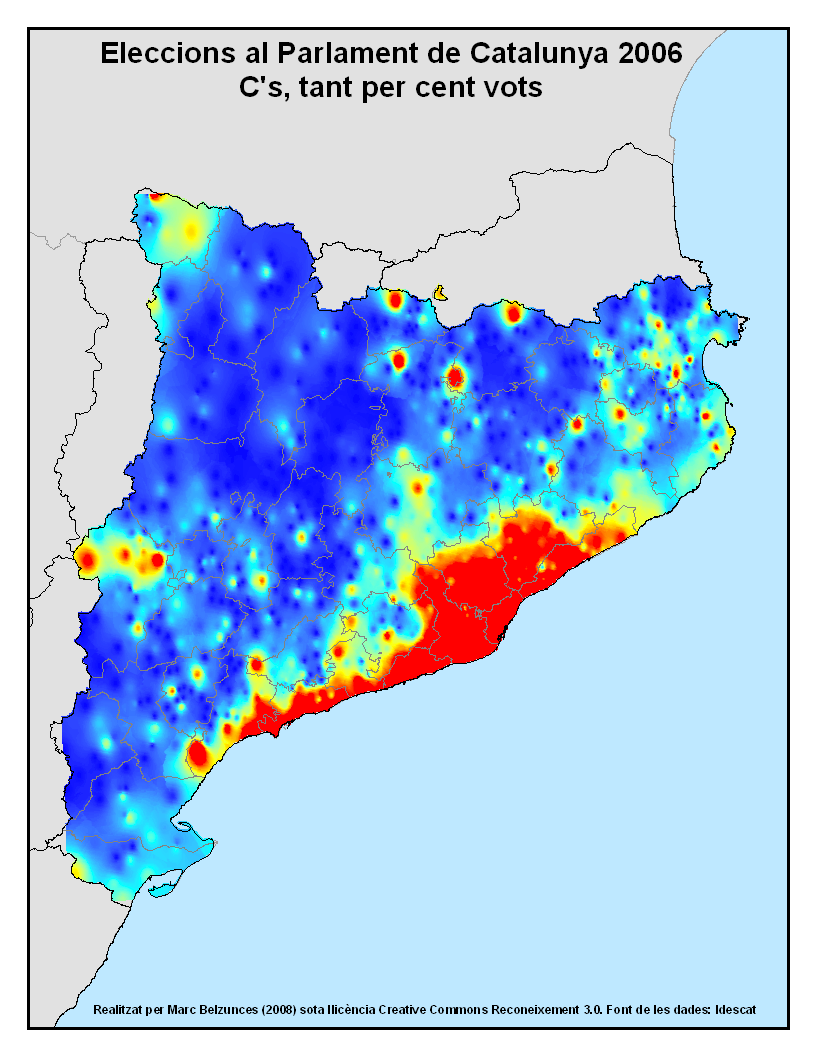
2006年のカタルーニャ州議会議員選挙における地域別得票率

シウダダノスは経済政策と社会問題の双方でリベラルな政党であるとされているが、その政治的言説は中道である。シウダダノスは頻繁に単一争点政党と批判されているが、メンバーはこのレッテルを拒否している。2006年から2012年の期間、前回選挙で中道右派政党に投票したシウダダノスへの投票者数は、前回選挙で中道左派政党に投票した投票者数と同等だった。このことは、一般的な経済・社会問題での政党の立ち位置が投票の主要因でないことを示唆している。
シウダダノスは「（国家サンディカリスム）のイネストリーリャス氏が擁護するスペイン・ナショナリズムを含めて」いかなる種類のナショナリズムをも批判している。シウダダノスが提起した主要な議題の一つに、州行政機関での唯一の作業言語としてカタルーニャ語の使用を奨励するカタルーニャ州の言語政策がある。シウダダノスはこの方針に疑問を呈し、スペイン語とカタルーニャ語の平等な待遇を支持している。また、すべての公教育がカタルーニャ語で行われるという、カタルーニャ州の学校教育制度における言語政策に反対している。シウダダノスはまた、スペインの中央機関の権限強化と、地域行政機関の権限削減を支持している。
その他には、スペインの選挙方式の徹底的な改革、スペイン1978年憲法の特に地域組織部分の改正、バスク地方の財政的特権の完全撤廃などを主張している。また、売春、マリファナ、安楽死の法的許可を支持している。ロンドン・スクール・オブ・エコノミクスの経済学教授であるルイス・ガリカーノを政策アドバイザーに起用している。
シウダダノスの公的な立ち位置について、批評家はイデオロギー的に類似した連合・進歩・民主主義(UPyD)の第五列のようであるとしている。シウダダノスの設立に参加した何人かの知識人は、後にシウダダノスへの支持を撤回した。例えば2007年、アルベール・ボアデーリャは元スペイン社会労働党のロサ・ディエスとともに連合・進歩・民主主義の発起人のひとりとなった。
2014年までは、シウダダノスの支持者の大部分がバルセロナ大都市圏の在住者だった。2010年の地域選挙で4%以上の得票を得たクマルカ（郡）は、バルサルネス、バッジ・リュブラガート、バリェス・ウクシダンタル、タラグネスの4郡だけだった。ジローナ県では1.69%、リェイダ県では1.79%にとどまり、阻止条項（足切り条項）の3%を超える得票率を得たのはバルセロナ県だけだった。2014年まで政治的影響力は地域的なレベルにとどまっており、2014年秋頃の全国支持率は3%程度に過ぎなかったが、2014年冬から2015年前半に急激に支持率を伸ばし、3月初頭にエル・パイス紙が行った世論調査では12.2%の全国支持率を、同時期にラジオ局のカデーナ・セールが行った世論調査では13%の全国支持率を得た。

## 論争
極右運動家のシャビエル・カザルスなどのカタルーニャ民族主義者からは、シウダダノスは大衆主義的綱領を持つ政党であると認識されている。進歩主義をイデオロギーの核に据える努力を行っているが、選挙運動ビデオには知名度のある右派の知識人、ジャーナリスト、テレビ出演者などを登場させている。2006年、エル・ペリオディコ・デ・カタルーニャは、リベラが2002年から2006年まで中道右派の国民党(PP)の党員だったことを明らかにし、離党したのがシウダダノスからカタルーニャ州議会選挙に立候補するわずか3か月前だったことも記した。しかし、リベラは国民党の正式な党員だったことを否定し、青年組織の活動の一部に参加していたことだけを認めた。
シウダダノスの主要な会合はしばしばカタルーニャ独立主義者に妨害されている。2007年9月、党首のアルベール・リベラは、政治界から引退することを促す死の脅迫を匿名の人物から受けたと主張した。
シウダダノスは公共テレビで見解を述べる時間が少なすぎるとして頻繁に不満を述べている。また、カタルーニャ州に拠点を置くスペイン語新聞のラ・バングアルディア紙やエル・ペリオディコ・デ・カタルーニャ紙などのカタルーニャ・メディアを同様の理由で批判している。一方でシウダダノスの反対者や評論家は、マドリードに拠点を置くリベルタ・デジタル、エル・ムンド紙、テレマドリード、ABC紙などの全国メディアによる、政党の議席数に対して不釣り合いに高い露出度を指摘している。

## 選挙結果

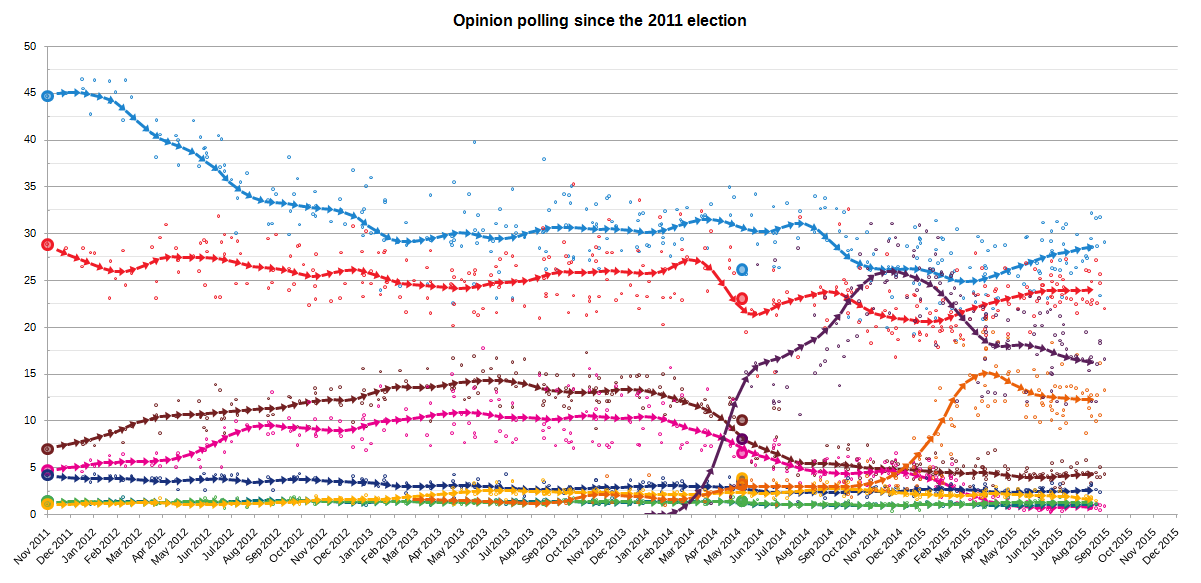
世論調査による政党支持率の推移（2011年-2015年）
紫色=ポデモス, 青色=国民党, 赤色=社会労働党, 橙色=シウダダノス

### スペイン国会
| スペイン国会 下院 | スペイン国会 下院 | スペイン国会 下院 | スペイン国会 下院 | スペイン国会 下院 | スペイン国会 下院 | スペイン国会 下院 | スペイン国会 下院 | スペイン国会 下院  |
| 年                | 得票数            | 得票数            | 得票数            | 議席数            | 議席数            | 地位              | 順位              | 党首               |
| ----------------- | ----------------- | ----------------- | ----------------- | ----------------- | ----------------- | ----------------- | ----------------- | ------------------ |
| 2008年            | 46,313            | 0.2%              |                   | 0 / 350           |                   |                   | 13位              | アルベール・リベラ |
| 2011年            | 参加せず          | 参加せず          | 参加せず          | 参加せず          | 参加せず          | 参加せず          | 参加せず          | 参加せず           |
| 2015年            | 3,514,528         | 13.9%             |                   | 40 / 350          | 40                |                   | 4位               | アルベール・リベラ |
| 2016年            | 3,141,570         | 13.1%             | 0.8               | 32 / 350          | 8                 |                   | 4位               | アルベール・リベラ |
| 2019年4月         | 4,155,665         | 15.9%             | 2.8               | 57 / 350          | 25                |                   | 3位               | アルベール・リベラ |
| 2019年11月        | 1,650,318         | 6.8%              | 9.1               | 10 / 350          | 47                |                   | 5位               | アルベール・リベラ |

### 欧州議会
| 欧州議会 | 欧州議会  | 欧州議会 | 欧州議会 | 欧州議会 | 欧州議会 | 欧州議会 |
| 年       | 得票数    | 得票数   | 得票数   | 議席数   | 議席数   | 順位     |
| -------- | --------- | -------- | -------- | -------- | -------- | -------- |
| 2009年   | 22,9031   | 0.1%     |          | 0 / 54   |          | 11位     |
| 2014年   | 497,146   | 3.2%     | 3.1      | 2 / 54   | 2        | 8位      |
| 2019年   | 2,731,825 | 12.2%    | 9.0      | 8 / 54   | 6        | 3位      |

1リベルタスと選挙連合を組んだ。

### 地方自治体議会
| 地方自治体議会 | 地方自治体議会 | 地方自治体議会 | 地方自治体議会 | 地方自治体議会 | 地方自治体議会 | 地方自治体議会 |
| 年             | 得票数         | 得票数         | 得票数         | 議席数         | 議席数         | 順位           |
| -------------- | -------------- | -------------- | -------------- | -------------- | -------------- | -------------- |
| 2007年         | 67,298         | 0.3%           |                | 13 / 66,131    |                | 17位           |
| 2011年         | 35,060         | 0.2%           | 0.1            | 7 / 68,230     | 6              | 23位           |
| 2015年         | 1,461,258      | 6.55%          | 6.4            | 1,527 / 67,611 | 1521           | 6位            |

### カタルーニャ州議会
| カタルーニャ州議会 | カタルーニャ州議会 | カタルーニャ州議会 | カタルーニャ州議会 | カタルーニャ州議会 | カタルーニャ州議会 | カタルーニャ州議会 | カタルーニャ州議会 | カタルーニャ州議会 |
| 年                 | 得票数             | 得票数             | 得票数             | 議席数             | 議席数             | 地位               | 順位               | 備考               |
| ------------------ | ------------------ | ------------------ | ------------------ | ------------------ | ------------------ | ------------------ | ------------------ | ------------------ |
| 2006年             | 89,840             | 3.0%               |                    | 3 / 135            |                    | 野党               | 6位                |                    |
| 2010年             | 106,154            | 3.4%               | 0.4                | 3 / 135            | ±0                 | 野党               | 6位                |                    |
| 2012年             | 275,007            | 7.6%               | 4.2                | 9 / 135            | 9                  | 野党               | 6位                |                    |
| 2015年             | 734,910            | 17.93%             | 10.36              | 25 / 135           | 16                 | 野党               | 2位                |                    |
| 2017年             | 1,109,732          | 25.35%             | 7.42               | 36 / 135           | 11                 | 野党               | 1位                |                    |
| 2021年             | 158,376            | 5.58%              | 19.77              | 6 / 135            | 30                 | 野党               | 7位                |                    |

### 他の自治州議会
| 年     | 自治州             | 得票数  | 得票数 | 得票数 | 議席数  | 議席数 | 地位 | 順位 | 備考 |
| ------ | ------------------ | ------- | ------ | ------ | ------- | ------ | ---- | ---- | ---- |
| 2015年 | アンダルシア州議会 | 368,816 | 9.28%  |        | 9 / 109 |        | 野党 | 4位  |      |

## 書籍
- López Basaguren, Alberto; Escajedo San Epifanio, Leire (2013), “The Ways of Federalism in Western Countries and the Horizons of Territorial Autonomy in Spain: Volume 2”, Springer Science & Business Media:  924, ISBN 978-3-642-27717-7